# Under the Bridge
Under The Bridge is een nummer van de Amerikaanse rockband Red Hot Chili Peppers en staat op het album Blood Sugar Sex Magik uit 1991. De single werd in maart 1992 uitgebracht. Met de door Gus Van Sant geregisseerde videoclip wonnen ze een MTV Video Music Award en door het succes dat deze plaat met zich meebracht werden ze wereldberoemd.

## Achtergrond
Op de single vertelt zanger Anthony Kiedis over zijn drugsverslaving. Hij deed inspiratie op voor dit nummer toen hij op een dag naar huis liep en zich met geen enkele ziel in het universum kon verbinden. De tekst omschrijft zijn ervaringen met drugs in Los Angeles. Het is een rustig nummer, waar de Red Hot Chili Peppers, zeker in die tijd, niet bekend om stonden.
De plaat werd een wereldwijde hit en bereikte in thuisland de VS de 2e positie. In Canada werd de 3e positie behaald, Australië de 1e, Nieuw-Zeeland de 2e, Denemarken de 7e, Duitsland de 11e, het Verenigd Koninkrijk de 26e en in de Eurochart Hot 100 de 30e positie.
In Nederland werd de plaat regelmatig gedraaid op Radio 3 en werd een gigantische hit in de destijds twee hitlijsten op de nationale publieke popzender. De plaat bereikte de nummer 1-positie in zowel de Nederlandse Top 40 (als de Nationale Top 100 (3 weken) en stond totaal vijftien weken genoteerd in de Nederlandse Top 40 en tweeëntwintig weken in de Nationale Top 100. 
In België bereikte de plaat eveneens de nummer 1-positie in zowel de voorloper van de Vlaamse Ultratop 50 als de Vlaamse Radio 2 Top 30. In Wallonië werd géén notering behaald. 
Een heruitgave in 1994 wist  de 13e positie te bereiken in de UK Singles Chart. In 1998 werd de plaat gecoverd door de Britse meidengroep All Saints. Deze versie van de plaat, die in Nederland in week 19 van 1998  Alarmschijf was op Radio 538, bereikte de 12e positie in de Nederlandse Top 40 op Radio 538 en de 18e positie in de publieke hitlijst; destijds de Nega Top 100 op Radio 3FM.
In het Verenigd Koninkrijk kwam deze plaat, in tegenstelling tot het origineel uit 1992, wél op de nummer 1-positie terecht. 
Under the Bridge belandde als eerste plaat van de Red Hot Chili Peppers in 2006 in de jaarlijkse NPO Radio 2 Top 2000 van de Nederlandse publieke radiozender NPO Radio 2. De plaat kwam binnen op een 71ste positie. De plaat behaalde in de editie van december 2009 zijn hoogste notering tot dan op een 35e positie.

## Trivia
- In 1996 verscheen een breakbeat cover door Genaside II op het album New Life 4 The Hunted.
- In 1998 verscheen een cover van All Saints.
- In 2019 verscheen een Nederlandse versie "Onder de brug" op het album 'O Ja!' van Jan Rot.

## B-kanten
Er zijn veel verschillende single-versies op verschillende dragers, met ook veel verschillende B-kanten.

### cd-single 1 (1992)
1. "Under The Bridge (Album Version)"
2. "Give It Away (Album Version)"

### cd-single 2 (1992)
1. "Under The Bridge (Album version)"
2. "Sikamikanico (Previously Unreleased)"
3. "Give It Away (12" Mix)"
4. "Give It Away (Rasta Mix)"

### cd-single 3 (1992)
1. "Under The Bridge (Album Version)"
2. "Sikamikanico (Previously Unreleased)"
3. "Soul To Squeeze (Previously Unreleased)"
4. "Search And Destroy (Previously Unreleased)"

### cd-single 4 (1994)
1. "Under The Bridge (Album Version)"
2. "Fela's Cock (Previously Unreleased)"
3. "I Could Have Lied (Live)"
4. "Give It Away (Live)"
5. "Under The Bridge (Live)"
6. "Sikamikanico (Previously Unreleased)"
7. "Suck My Kiss (Edit)"
8. "Search And Destroy (Previously Unreleased)"

### cd-single 5
1. "Under The Bridge (Album Version)" – 4:34
2. "Fela's Cock (Previously Unreleased)" – 5:10
3. "I Could Have Lied (Live)" – 4:33

### 7" (1992)
1. "Under The Bridge (Album)"
2. "The Rightous And The Wicked (Album)"

### 7"-versie 2 (1992)
1. "Under The Bridge (Album)"
2. "Give It Away (Album)"

### 7"-versie 3 (1992)
1. "Under The Bridge (Album)"
2. "Give It Away (Single Mix)"

### 7"-versie 4 (1994)
1. "Under The Bridge (Album)"
2. "Suck My Kiss (Live)"

### 12" (1992)
1. "Under The Bridge (Album)"
2. "Search And Destroy ( Previously Unreleased)"
3. "Soul To Squeeze (Previously Unreleased)"
4. "Sikamikanico (Previously Unreleased)"

### 12"-versie 2 (1992)
1. "Under The Bridge (Album)"
2. "Under The Bridge (12" Mix)"
3. "Give It Away (Rasta Mix)"
4. "Sikamikanico (Previously Unreleased)"

### Cassette-single (1992)
1. "Under The Bridge (Album)"
2. "The Rightous And The Wicked (Album)"

### Cassette-single 2 (1992)
1. "Under The Bridge (Album)"
2. "Give It Away (Album)"

## Hitnoteringen

### Nederlandse Top 40
| Hitnotering: 07-03-1992 t/m 13-06-1992 | Hitnotering: 07-03-1992 t/m 13-06-1992 | Hitnotering: 07-03-1992 t/m 13-06-1992 | Hitnotering: 07-03-1992 t/m 13-06-1992 | Hitnotering: 07-03-1992 t/m 13-06-1992 | Hitnotering: 07-03-1992 t/m 13-06-1992 | Hitnotering: 07-03-1992 t/m 13-06-1992 | Hitnotering: 07-03-1992 t/m 13-06-1992 | Hitnotering: 07-03-1992 t/m 13-06-1992 | Hitnotering: 07-03-1992 t/m 13-06-1992 | Hitnotering: 07-03-1992 t/m 13-06-1992 | Hitnotering: 07-03-1992 t/m 13-06-1992 | Hitnotering: 07-03-1992 t/m 13-06-1992 | Hitnotering: 07-03-1992 t/m 13-06-1992 | Hitnotering: 07-03-1992 t/m 13-06-1992 | Hitnotering: 07-03-1992 t/m 13-06-1992 | Hitnotering: 07-03-1992 t/m 13-06-1992 |
| Week                                   | 1                                      | 2                                      | 3                                      | 4                                      | 5                                      | 6                                      | 7                                      | 8                                      | 9                                      | 10                                     | 11                                     | 12                                     | 13                                     | 14                                     | 15                                     |                                        |
| -------------------------------------- | -------------------------------------- | -------------------------------------- | -------------------------------------- | -------------------------------------- | -------------------------------------- | -------------------------------------- | -------------------------------------- | -------------------------------------- | -------------------------------------- | -------------------------------------- | -------------------------------------- | -------------------------------------- | -------------------------------------- | -------------------------------------- | -------------------------------------- | -------------------------------------- |
| Nummer                                 | 27                                     | 17                                     | 8                                      | 3                                      | 1                                      | 1                                      | 1                                      | 2                                      | 3                                      | 5                                      | 7                                      | 10                                     | 16                                     | 22                                     | 31                                     | uit                                    |

### Nationale Top 100
| Hitnotering: 15-02-1992 t/m 11-07-1992 | Hitnotering: 15-02-1992 t/m 11-07-1992 | Hitnotering: 15-02-1992 t/m 11-07-1992 | Hitnotering: 15-02-1992 t/m 11-07-1992 | Hitnotering: 15-02-1992 t/m 11-07-1992 | Hitnotering: 15-02-1992 t/m 11-07-1992 | Hitnotering: 15-02-1992 t/m 11-07-1992 | Hitnotering: 15-02-1992 t/m 11-07-1992 | Hitnotering: 15-02-1992 t/m 11-07-1992 | Hitnotering: 15-02-1992 t/m 11-07-1992 | Hitnotering: 15-02-1992 t/m 11-07-1992 | Hitnotering: 15-02-1992 t/m 11-07-1992 | Hitnotering: 15-02-1992 t/m 11-07-1992 | Hitnotering: 15-02-1992 t/m 11-07-1992 | Hitnotering: 15-02-1992 t/m 11-07-1992 | Hitnotering: 15-02-1992 t/m 11-07-1992 | Hitnotering: 15-02-1992 t/m 11-07-1992 | Hitnotering: 15-02-1992 t/m 11-07-1992 | Hitnotering: 15-02-1992 t/m 11-07-1992 | Hitnotering: 15-02-1992 t/m 11-07-1992 | Hitnotering: 15-02-1992 t/m 11-07-1992 | Hitnotering: 15-02-1992 t/m 11-07-1992 | Hitnotering: 15-02-1992 t/m 11-07-1992 | Hitnotering: 15-02-1992 t/m 11-07-1992 |
| Week                                   | 1                                      | 2                                      | 3                                      | 4                                      | 5                                      | 6                                      | 7                                      | 8                                      | 9                                      | 10                                     | 11                                     | 12                                     | 13                                     | 14                                     | 15                                     | 16                                     | 17                                     | 18                                     | 19                                     | 20                                     | 21                                     | 22                                     |                                        |
| -------------------------------------- | -------------------------------------- | -------------------------------------- | -------------------------------------- | -------------------------------------- | -------------------------------------- | -------------------------------------- | -------------------------------------- | -------------------------------------- | -------------------------------------- | -------------------------------------- | -------------------------------------- | -------------------------------------- | -------------------------------------- | -------------------------------------- | -------------------------------------- | -------------------------------------- | -------------------------------------- | -------------------------------------- | -------------------------------------- | -------------------------------------- | -------------------------------------- | -------------------------------------- | -------------------------------------- |
| Nummer                                 | 92                                     | 70                                     | 49                                     | 27                                     | 15                                     | 7                                      | 2                                      | 1                                      | 1                                      | 1                                      | 2                                      | 3                                      | 4                                      | 5                                      | 8                                      | 11                                     | 17                                     | 25                                     | 36                                     | 51                                     | 69                                     | 100                                    | uit                                    |

### NPO Radio 2 Top 2000
| Nummer met noteringen in de NPO Radio 2 Top 2000 | '06 | '07 | '08 | '09 | '10 | '11 | '12 | '13 | '14 | '15 | '16 | '17 | '18 | '19 | '20 | '21 | '22 | '23 | '24 |
| ------------------------------------------------ | --- | --- | --- | --- | --- | --- | --- | --- | --- | --- | --- | --- | --- | --- | --- | --- | --- | --- | --- |
| Under the Bridge                                 | 71  | 72  | 185 | 35  | 59  | 54  | 60  | 43  | 64  | 66  | 50  | 56  | 66  | 78  | 80  | 84  | 86  | 101 | 109 |

1. ↑  Een vetgedrukt getal geeft de hoogste notering aan.
2. ↑  2006 was het eerste jaar met een notering voor dit nummer.

### JOE FM Top 2000
| "Under the Bridge" | "Under the Bridge" | "Under the Bridge" | "Under the Bridge" | "Under the Bridge" |
| Jaar               | 2009               | 2010               | 2011               | 2012               |
| ------------------ | ------------------ | ------------------ | ------------------ | ------------------ |
| Positie            | 29                 | 32                 | 25                 | 21                 |